# Platylistrum
Platylistrum is een monotypisch geslacht van sponsdieren uit de klasse van de Hexactinellida.

## Soort
- Platylistrum platessa Schulze, 1904